# Flavius Vopiscus Syracusius
Flavius Vopiscus Syracusius (3. század – 4. század) ókori római történetíró.

## Élete
Előkelő, tekintélyes család sarja volt. Nagyapja sokáig Diocletianus barátja volt. amint a forrásokból kitűnik, apja is a császár kegyeiben állt. Maximianus idejében Rómában élt. Iunius Tiberianus praefectus urbi felszólítására elkészítette Aurelianus császár életrajzát, később – magánszorgalomból – megírta Aurelianus utódainak életrajzait is a következő sorrendben: Tacitus, Florianus, Probus, valamint a trónkövetelőket: Firmus, Saturninus, Proculus és Bonosus. Ezek az életrajzok a Historia Augusta-ban maradtak fenn.